# Stará Lípa
Stará Lípa byla původně samostatnou obcí, nyní je městskou čtvrtí okresního města České Lípy v Libereckém kraji. Leží na východ od středu města směrem k Zákupům, u říčky Ploučnice, na pokraji pozvolna se zvyšujícího návrší ke Špičáku.

## Historie
Kdysi to byla ves samostatná, dokonce zřejmě starší, než je dnešní historické jádro města Česká Lípa. První zmínka je z roku 1409 (circa antiquam Lipam), v roce 1854 byl úřední název Lípa stará – Alt Leipa. V 16. století byla mezi Starou Lípou a městem část nazývaná Anewand, ta časem se Starou Lípou splynula.

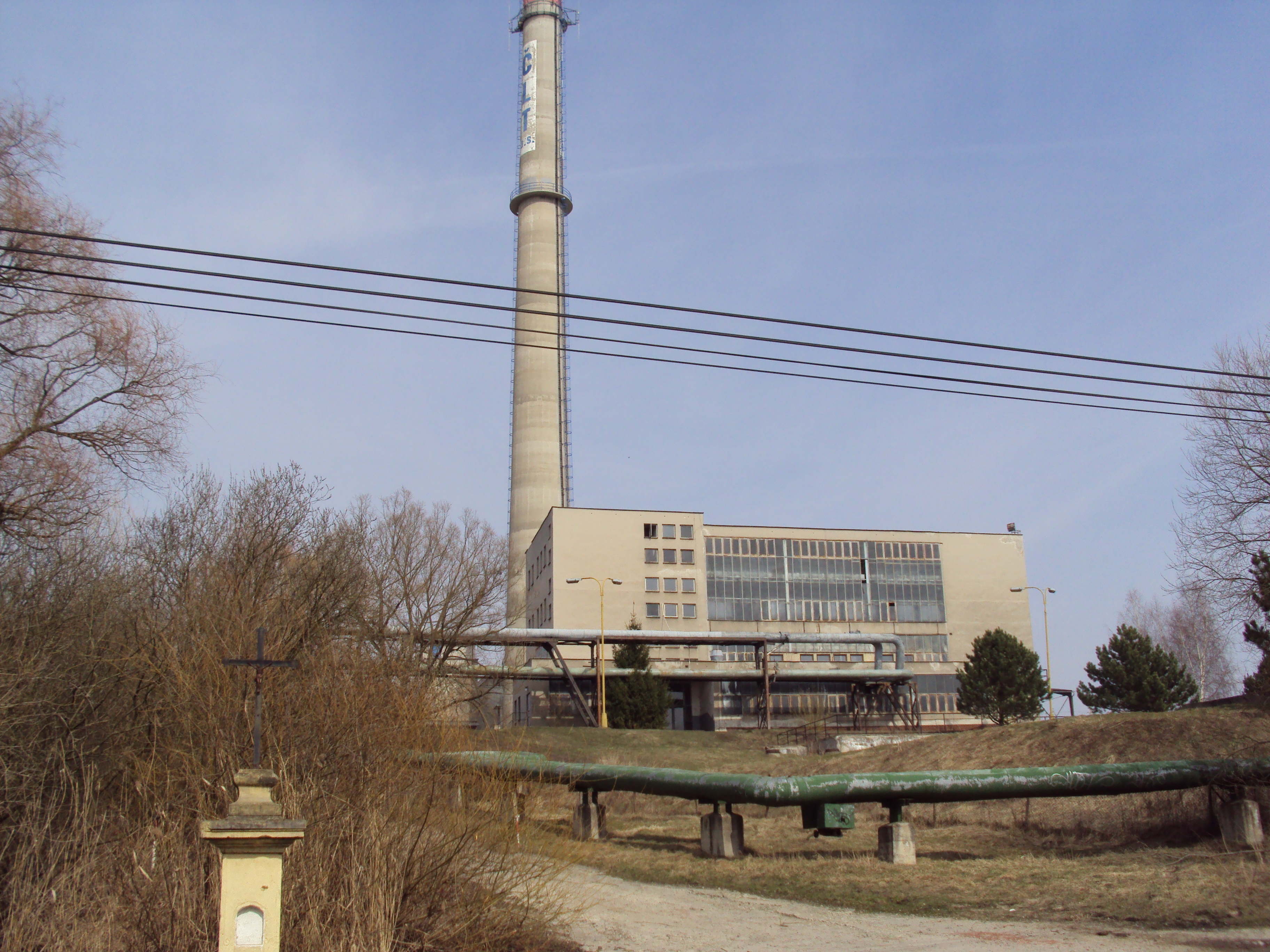
Teplárna ČLT ve Staré Lípě

## Zajímavosti

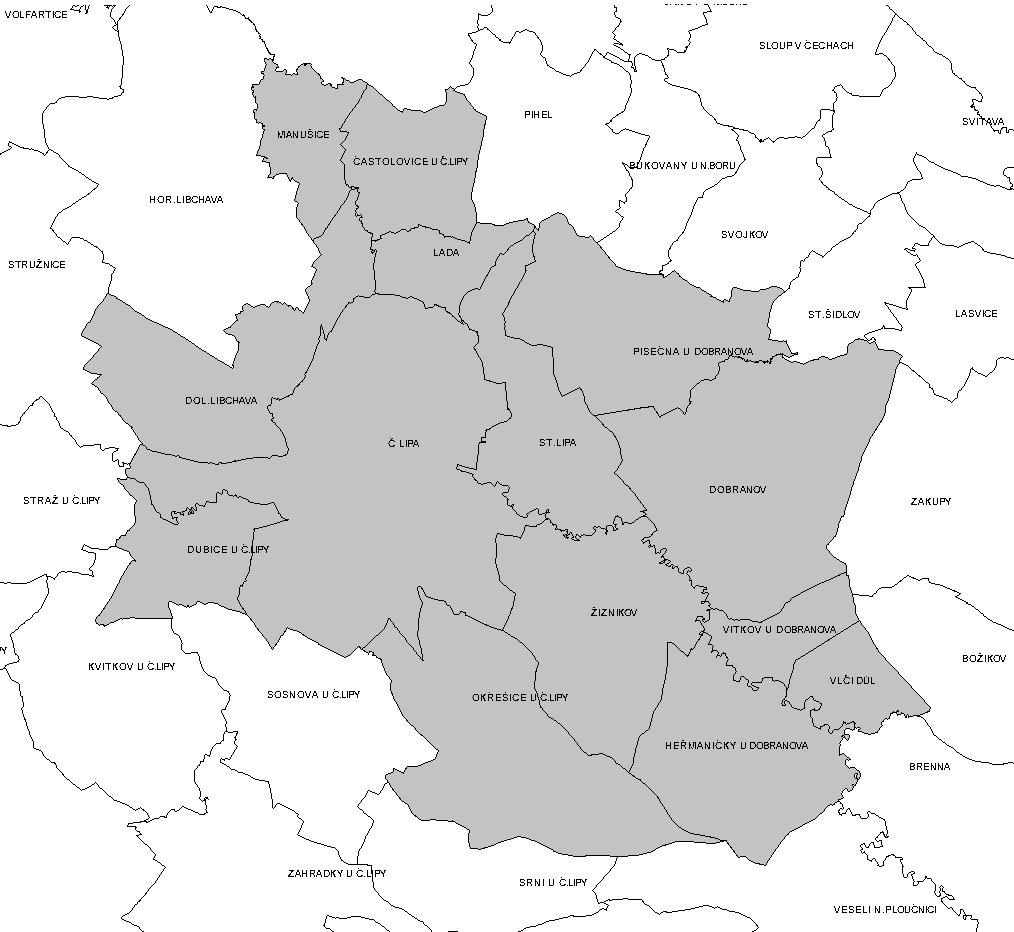
Katastrální členění České Lípy

Z původních staveb se téměř nic nezachovalo. Část plochy byla zastavěna velkou nemocnicí a tak jen někdejší hostinec "U vévody ze Zákup" (dnes indická restaurace "Diyalo") připomíná někdejší vzhled. Tato klasicistní budova je zapsána na Ústředním seznamu nemovitých kulturních památek ČR.
Území je zastavěno povětšinou rodinnými domky v sousedství nemocničního areálu, je zde i velké parkoviště, kotelna a zasahuje sem panelové sídliště pod Špičákem. Ulice k němu se jmenovala Špičáková. Empirová stavba zmiňované restaurace sloužila zčásti v 19. století jako porotní sál krajského soudu, zde se konal roku 1873 soud s novinářem Jakubem Arbesem, který byl nedaleko odtud poté uvězněn. Zde se také konala shromáždění socialistů na počátcích prvomájových pochodů, během 1. světové války tu byli ubytováni vojáci a zažila i jejich vzpouru. Na břehu Ploučnice je možné spatřit zarostlé zbytky základů zdejší plovárny, která byla hojně využívána v první polovině 20. století.
V roce 1970 zde žilo 394 obyvatel v 82 domech, z nichž 68 bylo rodinných domků. Číslování domů je dodnes odlišné, než v samotné České Lípě.